# چاه‌مبارک
چاه‌مبارک شهری است واقع در شهرستان عسلویه استان بوشهر در جنوب ایران.
چاه‌مبارک مرکز بخش چاه‌مبارک در سال ۱۳۹۶ با جمعیت ۴٫۹۶۸ نفری (آمار سال ۱۳۹۵) به شهر تبدیل شد.
این شهر در ۶ کیلومتری شرقی روستای بساتین واقع می‌باشد.

## محدوده چاه مبارک
از شمال بستانو، از جنوب مروع، از مغرب دریا، و از سمت مشرق به کوه محدود می‌گردد. این شهر در ۲۰کیلومتری جنوب شرقی عسلویه واقع گردیده است.

## جمعیت
طبق سرشماری سال ۱۳۸۵ جمعیت آن ۴۹۶۸نفر بوده‌است.
اکثر مردم این شهر عرب و از اهل تسنن بوده و به زبان عربی تکلم می نمایند و جمعیت شیعه به نسبت کمتر در این روستا زندگی می‌کنند.
شغل اکثریت مردم در قدیم ماهیگیری بوده ولی با گسترش پارس جنوبی در شرکت‌ها مشغول به کار شده و معدود افرادی نیز با دامداری و کشاورزی ارزاق می‌کنند.